# حذف (عروض)
الحذف في العروض يطلق على إسقاط سبب خفيف من آخر الجزء كحذف التاء والنون من آخر فاعلاتُن فيصير فاعِلا ويُنقَل إلى فاعِلُن.